# Blacken, Västergötland
Blacken är en sjö i Ale kommun i Västergötland och ingår i Göta älvs huvudavrinningsområde. Sjöns area är 0,034 kvadratkilometer och den är belägen 103 meter över havet. Blacken ligger i skogsområdet Alefjäll.